# Viktor Carjov
Viktor Grigorjevič Carjov (rusky Виктор Григорьевич Царёв; 2. červen 1931, Moskva – 2. ledna 2017 Moskva) byl sovětský fotbalista ruské národnosti. Nastupoval na postu obránce nebo záložníka.
Se sovětskou reprezentací vyhrál první mistrovství Evropy roku 1960 (tehdy nazývané Pohár národů), byť na závěrečném turnaji do bojů nezasáhl. Zúčastnil se rovněž světového šampionátu ve Švédsku roku 1958. V národním týmu působil v letech 1958–1963 a nastoupil ke 12 zápasům.
Takřka celou kariéru (1954-1966) strávil v Dynamu Moskva, čtyřikrát s ním získal titul mistra Sovětského svazu (1955, 1957, 1959, 1963).